# ベンガル虎の少年は……
『ベンガル虎の少年は……』（ベンガルどらのしょうねんは）は、斉藤洋による児童文学である。絵は伊東寛。1988年にあかね書房から出版された。

## あらすじ
オスのベンガル虎は、生まれた時には名前をつけず、そのベンガル虎の子供が旅をし、帰ってきた時にようやく名前を付けるという習慣がある。その習慣によって、中国に旅立ったベンガル虎の少年。その少年はどのような旅をするのか。

## キャラクター
ベンガル虎の少年
主人公。当初は名前はまだ無く、旅の間で名前を付けてもらえる。
「少年」と称されるものの、一人で中国に旅立てるくらいに成長している。
金目竜招雷（きんもくりゅうしょうらい）
子どもの竜。雷を呼び、それで敵を攻撃することができるものの、少年をよろめかした程度で殺傷能力はない。
銀目竜招嵐（ぎんもくりゅうしょうらん）
招雷の弟。嵐を呼ぶことにより、敵を攻撃することができるが、呼び込める嵐の雨は土が湿らせられる程度であり、風もそよ風程度だった。
人間の罠にはまり、少年と招雷によって助け出される。
竹林のおじいさん
中国のとある老人。ならず者たちから嫌がらせを受けていた。
ロビバル
少年の父。少年を旅に出す決意をし、少年に「ベンガル虎こころえ」を四つあるところ、三つまで教える。
少年の母
本名は不明。細かいことでよくロビバルとケンカになる。
シャドナ
少年の母親のいとこ。少年に四つ目の「ベンガル虎こころえ」を教える。
サジャとその家族
中国に行く途中であった人間の家族。サジャ（少女）、その父、サジャの祖父の三人暮らしで、全員動物の言語がわかる。
リリョウ
中国で出会ったアモイ虎。小調子で話す癖があり、ベンガル虎やアムール虎の話をとても大きく話していた。
晴天白日大竜王
招雷と招嵐の父親あり、強く有名な竜。
リチョウ
嫌われ者の人間が虎になった存在。伝説では、相手がなんであろうと襲い掛かる獰猛な虎。

### ベンガル虎こころえ
1. ベンガル虎は常に勇気を持つこと
2. ベンガル虎は常に知恵を働かせること
3. ベンガル虎は常に礼儀を重んじること
4. ベンガル虎は常にあきらめてはならない

以上の四つ「ベンガル虎こころえ」と言い、ベンガル虎の社会ではこれがルールとなっている模様。